# Resolutie 520 Veiligheidsraad Verenigde Naties
Resolutie 520 van de Veiligheidsraad van de Verenigde Naties werd unaniem aangenomen op 17 september 1982.

## Achtergrond
Tussen juni en augustus vochten Israël en de Palestijnse Bevrijdingsorganisatie een oorlog uit in de Libanese hoofdstad Beiroet. In die laatste maand kwam na onderhandelingen het Habib-akkoord tot stand. Dat akkoord bepaalde onder meer dat de PLO Libanon zou verlaten.
Op 14 september werd de net verkozen toekomstige christelijke president van Libanon, Bashir Gemayel, met een bomaanslag om het leven gebracht. De volgende dag bezette Israël West-Beiroet, wat een schending van het akkoord was.

## Inhoud
De Veiligheidsraad:
- Heeft het rapport van de secretaris-generaal in beschouwing genomen.
- Veroordeelt de moord op Bashir Gemayel, die tot president van Libanon was verkozen, en elke poging om een sterke stabiele Libanese overheid met geweld te verstoren.
- Heeft naar de verklaring van Libanon geluisterd.
- Bemerkt de vastberadenheid van Libanon om de terugtrekking van alle niet-Libanese troepen te verzekeren.

1. Herbevestigt de resoluties 508, 509 en 516.
2. Veroordeelt de recente Israëlische invallen in Beiroet in schending van het staakt-het-vuren, en de resoluties van de Veiligheidsraad.
3. Eist een onmiddellijke Israëlische terugtrekking tot de posities van voor 15 september als eerste stap.
4. Vraagt opnieuw respect voor de soevereiniteit, territoriale integriteit, eenheid en onafhankelijkheid van Libanon onder het gezag van de Libanese overheid via het Libanese leger.
5. Herbevestigt de resoluties 512 en 513 die respect vroeg voor de rechten van de bevolking.
6. Steunt de inspanningen van de secretaris-generaal om resolutie 516 inzake de plaatsing van VN-waarnemers uit te voeren.
7. Besluit om op de hoogte te blijven en vraagt de secretaris-generaal om binnen 24 uur te rapporteren.

## Verwante resoluties
- Resolutie 518 Veiligheidsraad Verenigde Naties
- Resolutie 519 Veiligheidsraad Verenigde Naties
- Resolutie 521 Veiligheidsraad Verenigde Naties
- Resolutie 523 Veiligheidsraad Verenigde Naties

Lijst ·  500 ·  501 ·  502 ·  503 ·  504 ·  505 ·  506 ·  507 ·  508 ·  509 ·  510 ·  511 ·  512 ·  513 ·  514 ·  515 ·  516 ·  517 ·  518 ·  519 ·  520 ·  521 ·  522 ·  523 ·  524 ·  525 ·  526 ·  527 ·  528